# Artediellus ochotensis
Artediellus ochotensis är en fiskart som beskrevs av Gilbert och Burke 1912. Artediellus ochotensis ingår i släktet Artediellus och familjen simpor. Inga underarter finns listade i Catalogue of Life.

## Bildgalleri

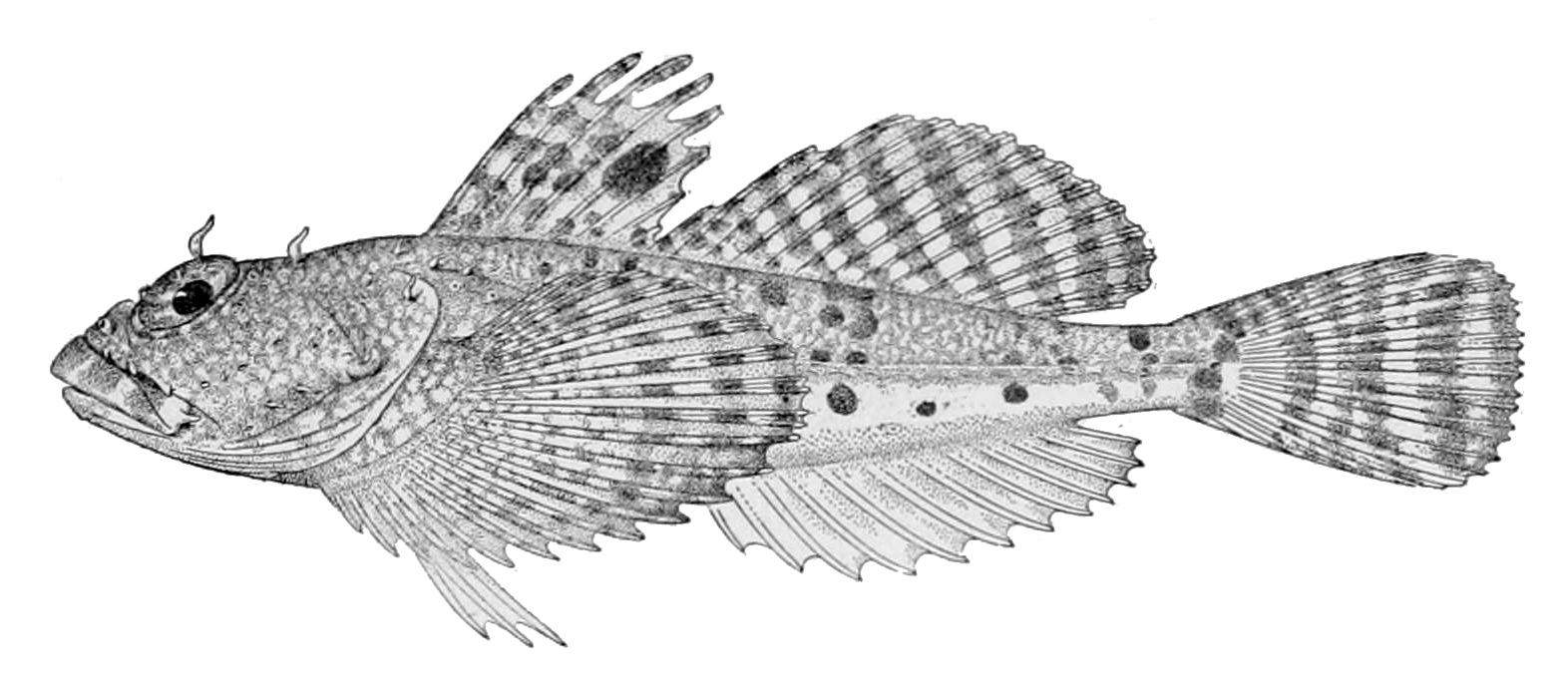